# Карнавал (Горский)
В википедии есть статьи о других балетах с таким названием. См. Карнавал (балет).
Карнавал – одноактный балет-дивертисмент на сборную музыку, поставленный  8 декабря 1913 в Большом театре балетмейстером А. А. Горским с участием Тихомирова и М. М. Мордкина.
На премьере «Карнавал» был показан третьим, после двух также одноактных балетов: «Любовь быстра!» и «Шубертиана». Балет не имел связного сюжета. Представлялась ночь венецианского карнавала, художник К. Коровин, декорации изобразил площадь в Венеции, на заднем плане высился собор Святого Марка.  Действие состояло из отдельных номеров его персонажей, исполнявшихся на музыку К. Сен-Санса, А. К. Глазунова, А. Г. Рубинштейна, Л. Делиба, Р. Е. Дриго, И. Брамса, А. Ю. Симона и других композиторов, на премьере дирижировал А. Ф. Арендс.
Номера исполняли Е. В. Гельцер, М. П. Фроман, В. А. Каралли, В. В. Свобода, Л. А. Жуков, Л. А. Лащилин и др. Спектакль начинался сюитой А. Рубиннштейна «Костюмированный бал», под которую на сцену выходили персонажи итальянской комедии дель арте: Арлекин, Пьеро, Коломбина, Пьеретта и скарамуши. Сольные танцевальные номера вырывались из общего танца и затем сливались с ним. Два номера дивертисмента были поставлены начинающими коллегами Горского: В. Тихомиров поставил и исполнил четвёртый танец, изображавший Марса и его спутников, на музыку  А. Ю. Симона, В. М. Красовская полагает, что это была реплика номера из балета Хлюстина «Звёзды». М. Мордкин поставил и исполнил испанский танец из оперы К. Сен-Санса «Генрих VIII», который часто и с большим успехом исполнялся в концертах. Специально для Гельцер Горский поставил номер  «Куколка в стиле Людовика XVI» на музыку «Табакерки» Лядова, этот номер имел большой успех у публики. В финале участники карнавала вновь появлялись на сцене под ту же музыку Рубинштейна.
Критика неодобрительно отзывалась о балете, лишенном всякой идеи и содержания. С точки зрения развития балетного искусства это был явный шаг назад. Но балет позволял показать в выигрышных и эффектных номерах любимцев публики, что естественно доставляло всем удовольствие, и публика принимала балет хорошо. Он достаточно долго продержался в репертуаре театра.